# Сковорода-Зачиняєв Олександр Іванович
Олександр Іванович Сковорода-Зачиняєв (справжнє прізвище — Зачиняєв; 1877 — 1936, Вінниця) — педагог і психофізіолог, родом з Вороніжчини.

## Біографія
Народився у селі Долгуша, Землянського повіту, Воронізької губернії (або в селі Воскресенка, Задонського повіту) в родині селянина. Закінчив друге відділення Воронезької духовної семінарії за першим розрядом у 1899 році.
У 1908 році зробив низку звукозаписів української народної музики. Був головним редактором петербурзького журналу «Обновленіе Школы: Педагогическій журналъ» у 1911—1915 роках.
Працював вчителем середньої школи у Петрограді. До 1919 був директором київської лісової гімназії. У 1920-их роках співробітник Науково-педагогічної комісії, професор ветеринарно-зоотехнічного, художнього і музично-драматичного інститутів у Києві, доцент Київського медичного інституту.
З 1922 року працював у Мікробіологічному інституті ВУАН, пізніше перейменованому на Біологічний інститут ім. Федора Омельченка. Завідував лабораторією біопсихології, досліджував умовні рефлекси у щурів. З 1927 року керівник лабораторії рефлексології при Другому відділі ВУАН.
У Києві мешкав у будинку 27 на вулиці Великій Житомирській.
Наприкінці 1920-их працював під керівництвом Івана Павлова у Фізіологічному інституті АН СРСР у Ленінграді. Проводив роботи з дослідження особливостей нервової системи собак врівноваженого типу. Створив та опублікував наукову роботу «Дослід характеристики вріноваженого типу нервової системи» (рос. Опыт характеристики уравновешенного типа нервной системы).
У 1930-их роках заарештований.
У 1932 очолив кафедру нормальної фізіології Вінницького вечірнього виробничого інституту (з 1934 Вінницький медичний інститут). Помер у 1936 році і похований у Вінниці.
Писав під псевдонімом Куде-Яр А. І.

## Публікації
- Зачиняев, А. (1906). Об эпических преданиях Орловской, Курской и Воронежской губерний. Изв. Отд. русск. яз. и словесности АН, 151-152.(рос.)
- Зачиняев, А. К. (1907). К вопросу о коломыйках. Известия отдела русского языка и словесности Академии наук, 12.
- Зачиняев А. И. Былины. Пособие при изучении словесности. СПб, И. В. Казначеев,, 1907.(рос.)
- Зачиняев А. И. Об эпических приёмах былины "Взята Казань". СПб, тип. М.П.С., 1907. - 24 с.(рос.)
- Зачиняев А. И. Апокрифы, духовные стихи, легенды. Пособие при изучении словесности. СПб, И. В. Казначеев, 1909.(рос.)
- Зачиняев А. И. Златоцвет. Книга для чтения и списывания. СПб, ред. журн. "Обновление школы", 1912.(рос.)
- А. Зачиняевъ. «Типы  памяти» // Ежегодникъ Экспериментальной Педагогики.
- Зачиняев А. И. Букварёк. СПб, ред. журн. "Обновление школы", 1911-1916.(рос.)
- Зачиняев, А. (1915). Психолого-морфологическая система обучения правописанию.(рос.)
- Зачиняев А. И. Орфографическая пропись. Наклонный шрифт. СПб, ред. журн. "Обновление школы", 1909-1918. (за участі К. Т. Зачиняєвої)(рос.)
- Куде-яр А. Песни любви. Пг.: Издано П. Прокофьевым, 1917. - 248 с.(рос.)
- Куде-яр А. Поэзия. Т. 1. Пг.: Издано П. Прокофьевым, 1917. - 243 с.(рос.)
- Сковорода-Зачиняєв (1926) О. І. Проф. Ф. З. Омельченко, біографічний нарис. Збірник праць Біологічного Інституту, Частина 1.
- Єрмаков М. В., Сковорода-Зачиняєв А. І. Нервова система і вуглеводний обмін у безхребетних. (1935) Медичний журнал, т.5, вип. 1, с. 143-171